# Tierra Nueva
Tierra Nueva là một đô thị thuộc bang San Luis Potosí, México. Năm 2005, dân số của đô thị này là 8998 người.